# Бутылин, Олег Викторович
Олег Викторович Бутылин (род. 4 февраля 1968) — российский хоккеист, нападающий. Мастер спорта России, заслуженный тренер России.

## Биография
Воспитанник пензенского «Дизелиста», первый тренер Ядренцев. Начинал играть за «Дизелист» в сезоне 1985/86. В сезонах 1987/88 — 1988/89 выступал за новосибирские СКА и «Машиностроитель». Вернувшись в «Дизелист», провёл там 13 сезонов. Завершал карьеру в «Янтаре» Северск (2002/03 — 2003/04).
Бронзовый призёр хоккейного турнира зимней Универсиады 1995 года.
После окончания карьеры — тренер в школе «Дизеля». Тренер в «Дизеле» (2009/10 — 23 января 2011, 2011/12). Исполняющий обязанности главного тренера команды в матче 2 декабря 2010 года против «Южного Урала» (2:1). Главный тренер (2010/11, с 23 января), тренер (2012/13) «Дизеля-2» / «Дизелиста».